# سالی دیگر (فیلم)
سالی دیگر (به انگلیسی: Another Year) فیلمی درام به کارگردانی مایک لی محصول ۲۰۱۰ کشور بریتانیا است. این فیلم موفق شد در رشتهٔ بهترین فیلم‌نامهٔ غیراقتباسی کاندیدای جایزه اسکار سال ۲۰۱۱ شود.
در سالی دیگر، زندگی زوج خوشحالی را در چهار فصل میان اقوام و دوستان‌شان می‌بینیم؛ از جمله «مری» (با بازی لسلی منویل) که زن میانسال مطلقه‌ای است که به دنبال رابطه‌ای جدید می‌گردد.

## حواشی فیلم
- بودجه فیلم ۸ میلیون دلار آمریکا بوده ولی فروشی که به دست آورده‌است بیش از ۱۸ میلیون دلار آمریکا است.
- مایک لی، کارگردان فیلم گفته‌است سالی دیگر یکی از کم‌خرج‌ترین فیلم‌های اوست.